# Emil Hünten
 (juillet 2025).
Pour les articles homonymes, voir Hünten.
Emil Hünten (né le 19 janvier 1827 à Paris et mort le 4 février 1902 à Düsseldorf) est un peintre prussien spécialisé dans les scènes historiques.

## Biographie
Né à Paris, il est le fils du pianiste et compositeur Franz Hünten. Emil Hünten commença en 1860 des études à l’académie des beaux arts de Paris. Il changea ensuite pour l’École de peinture de Düsseldorf afin d’approfondir sa formation et d’enrichir sa vision des choses. Il était le père du peintre Max Hünten.